# Rugby (Dakota du Nord)
Pour les articles homonymes, voir Rugby.
La ville de Rugby est le siège du comté de Pierce, dans l’État du Dakota du Nord, aux États-Unis. Sa population, qui s’élevait à 2 876 habitants lors du recensement de 2010, est estimée à 2 590 habitants en 2019.

## Histoire
Rugby a été fondée en 1886.

## Géographie
Rugby est souvent considérée comme le centre géographique de l’Amérique du Nord,.

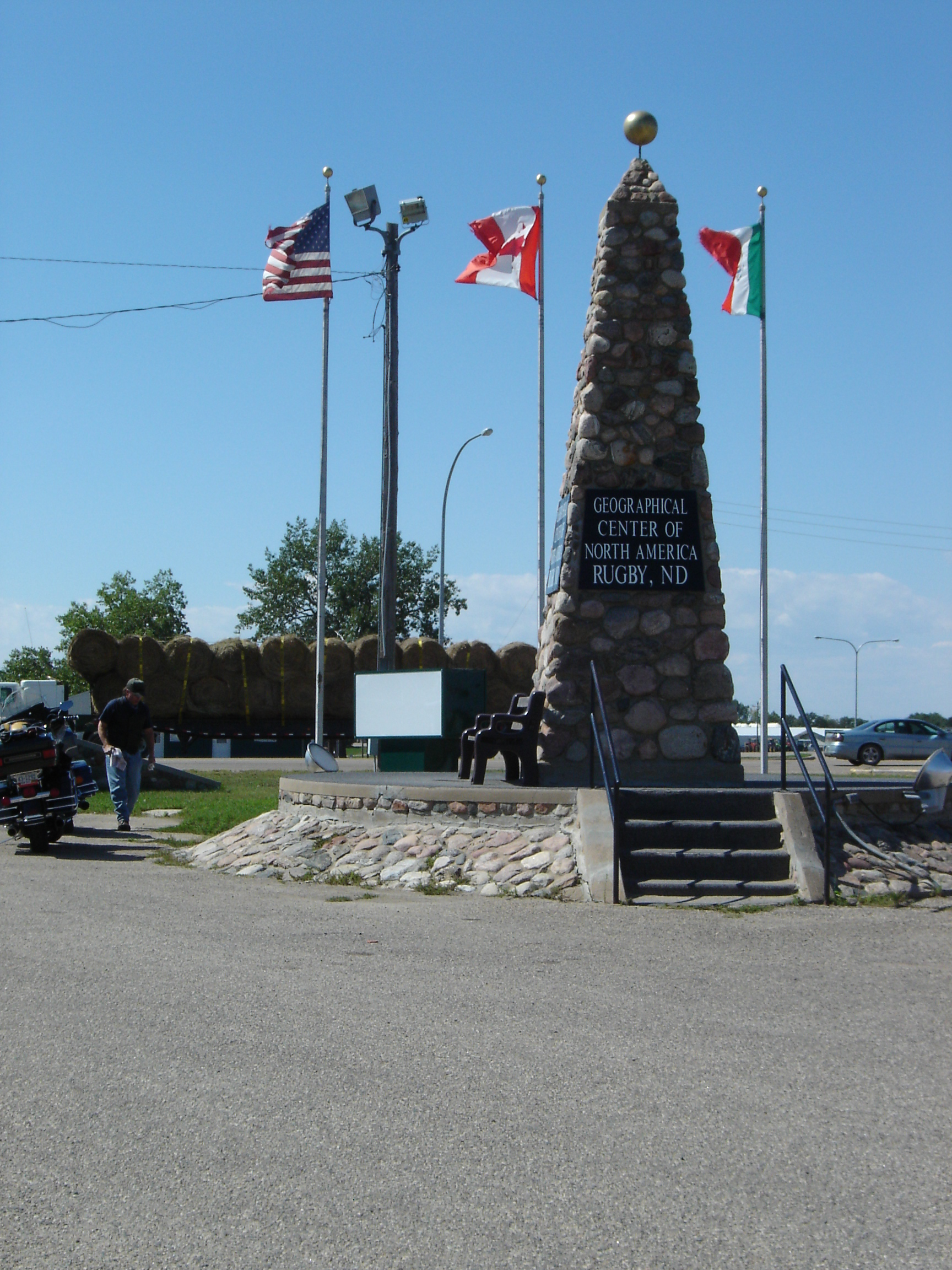
Le monument du centre de l'Amérique du Nord contigüe

## Démographie
| Groupe            | Rugby | Dakota du Nord | États-Unis |
| ----------------- | ----- | -------------- | ---------- |
| Blancs            | 90,0  | 90,0           | 72,4       |
| Amérindiens       | 5,4   | 5,4            | 0,9        |
| Métis             | 1,8   | 1,8            | 2,9        |
| Afro-Américains   | 1,2   | 1,2            | 12,6       |
| Asiatiques        | 1,0   | 1,0            | 4,8        |
| Autres            | 0,6   | 0,5            | 6,2        |
| Total             | 100   | 100            | 100        |
|                   |       |                |            |
| Latino-Américains | 2,0   | 2,0            | 16,7       |

Selon l’American Community Survey, pour la période 2011-2015, 98,25 % de la population âgée de plus de 5 ans déclare parler anglais à la maison, alors que 0,65 % déclare parler l'espagnol, 0,82 % l'allemand, 0,17 % le grec et 0,10 le norvégien.
| 1900 | 1910  | 1920  | 1930  | 1940  | 1950  |
| ---- | ----- | ----- | ----- | ----- | ----- |
| 487  | 1 630 | 1 424 | 1 512 | 2 215 | 2 907 |

| 1960  | 1970  | 1980  | 1990  | 2000  | 2010  |
| ----- | ----- | ----- | ----- | ----- | ----- |
| 2 972 | 2 889 | 3 335 | 2 909 | 2 939 | 2 876 |

## Climat
Selon la classification de Köppen, Rugby a un climat continental humide, abrégé Dfb.

## Galerie photographique

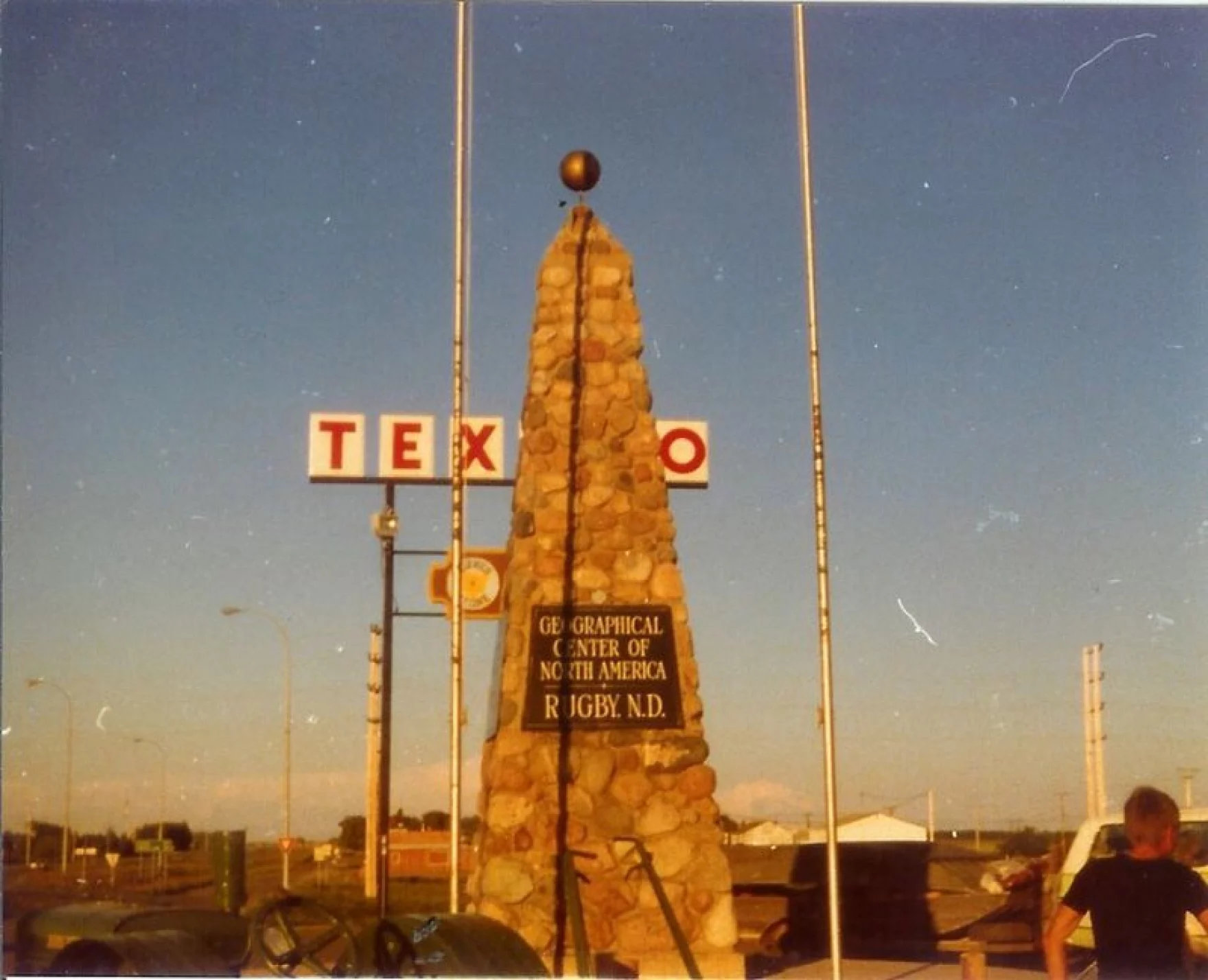
L’obélisque du monument du centre géographique.
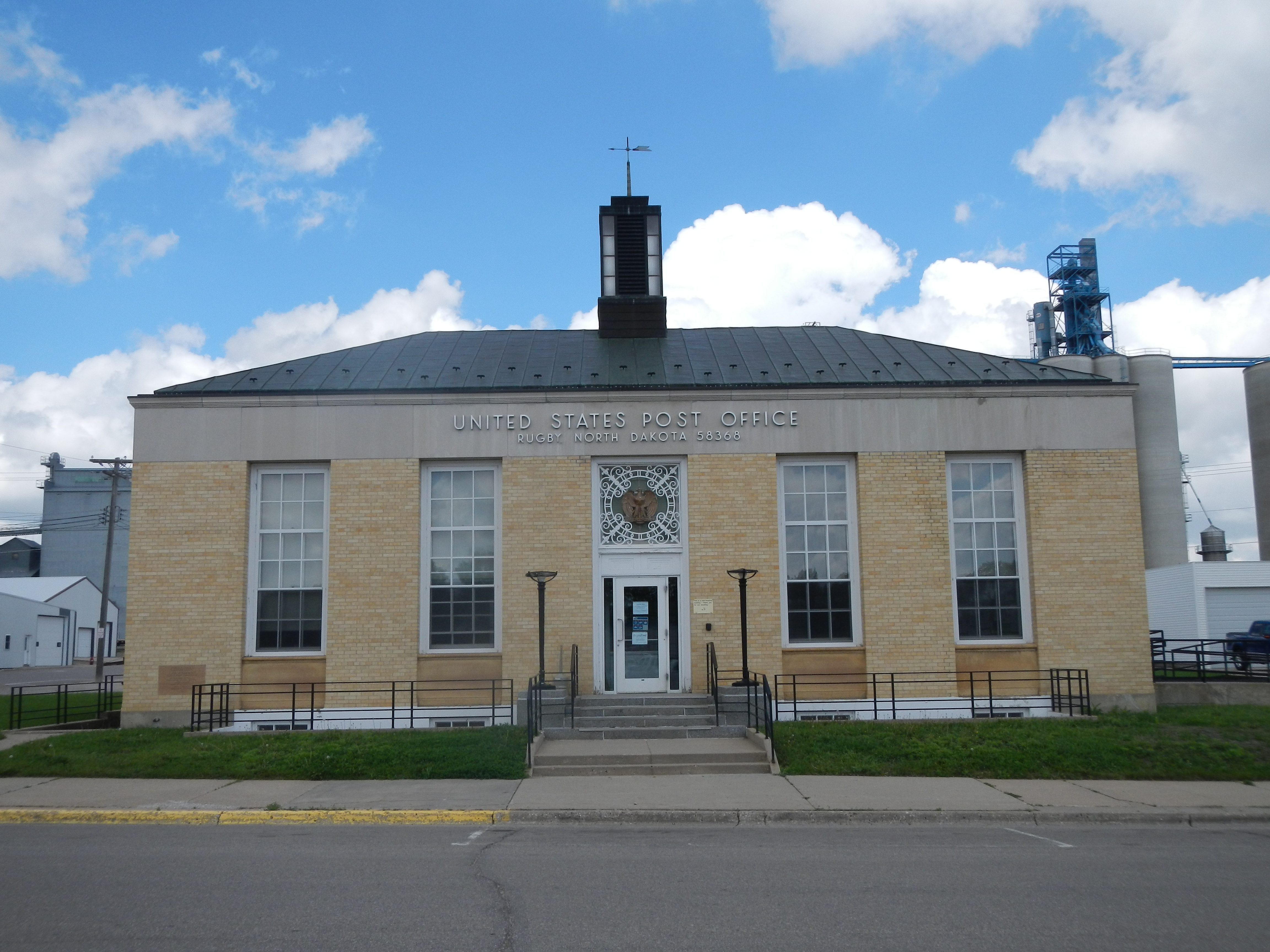
Le bureau de poste de Rugby.
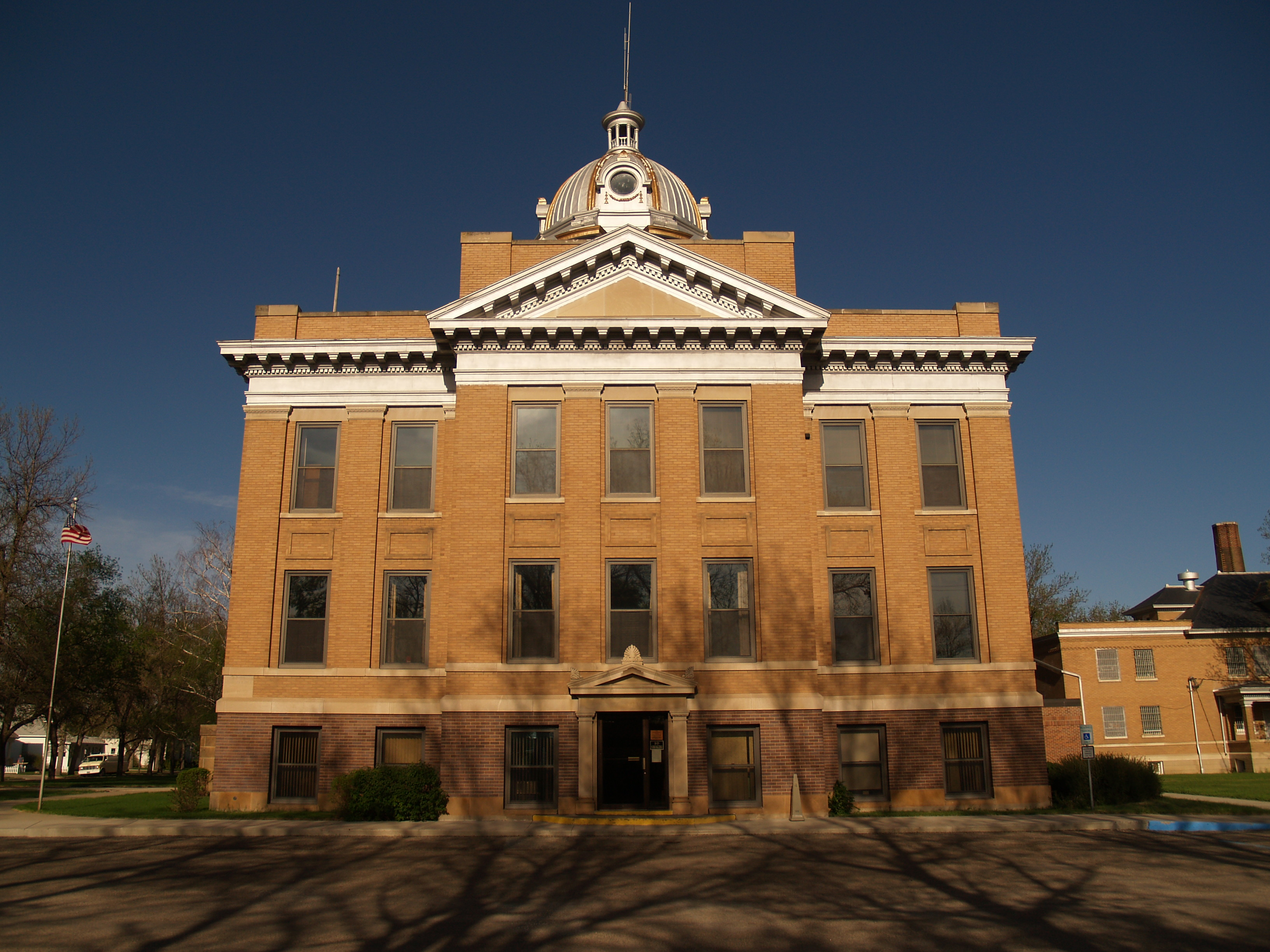
La cour de justice du comté.